# Блаховња
Блаховња (пољ. Blachownia) је град у Пољској у Војводству Шлеском у Повјату częstochowski. Према попису становништва из 2011. у граду је живело 9.941 становника.
.

## Становништво
Према прелиминарним подацима са пописа, у граду је 2011. живело 9.941 становника.
| 2002.  | 2011. | 2012. |
| ------ | ----- | ----- |
| 10.001 | 9.941 | 9.863 |